# Zsebkendőszavazás

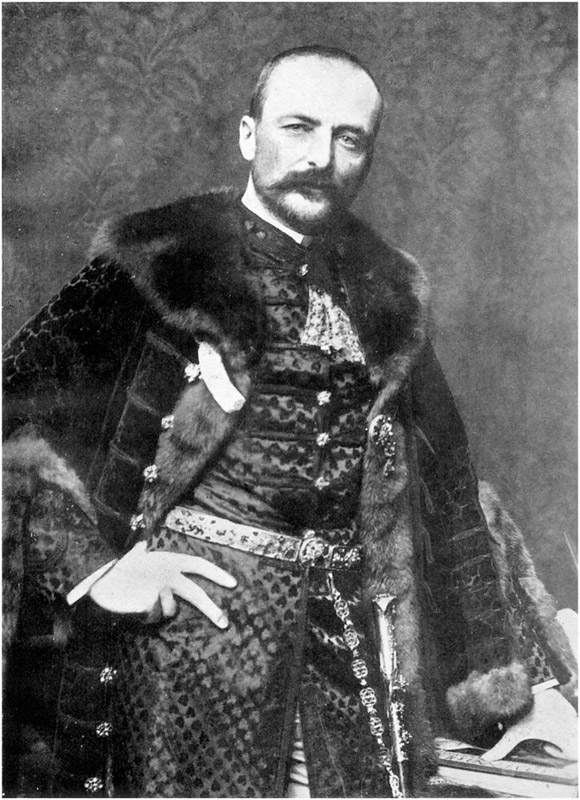
Tisza István miniszterelnök

A zsebkendőszavazás egy a Magyar Országgyűlésben 1904. november 18-án este lezajlott jelenet volt, melynek során Tisza István kortesbeszéde után Perczel Dezső házelnök – a házszabály megsértésével – csendben azonnali szavazást rendelt el a Daniel Gábor által benyújtott házszabály-módosító javaslatról, amely jelentősen csökkentette az ellenzéki képviselők jogköreit, egyértelműen a már régóta fennálló ellenzéki obstrukció letörése céljából. Ugyan a jelenet leírásai nem egységesek abban, hogy a házelnök meglengetett-e egy zsebkendőt vagy sem, az általa tett mozdulatsor láttán a képviselők többsége (kormánypárti, ellenzéki egyaránt) nem értve, mi történik, kíváncsiságból felállt (ez jelentette akkoriban az igen szavazatot, míg az ülve maradás a nemet), mire Perczel kihirdette a javaslat elfogadását.
Az eset a kormányzó Szabadelvű Párton belül is szakadáshoz vezetett, az ekkor kivált szabadelvű képviselők többsége előbb „disszidensek”, majd Országos Alkotmánypárt néven hozott létre új pártot, míg a teljes parlamenti ellenzéket Szövetkezett ellenzék (avagy Szövetkezett Balpárt) néven egyetlen választási szövetségbe tömörítette.

## Előzményei
A századforduló körül Bécsben kaotikus politikai állapotok uralkodtak, a Monarchia osztrák része gyakorlatilag lebénult az ottani ellenzék és a kormány politikai csatározásaiban. Emiatt a kiegyezés óta tízévente kötelezően megújítandó gazdasági kiegyezés esedékes, 1897-es tárgyalásai is eredménytelennek bizonyultak, mivel a bécsi ellenzék ellehetetlenítette az osztrák tárgyaló feleket.
Ennek áthidalására 1898-ban a magyar kormány megalkotta az ún. ischli klauzulát, ami a magyar részről egyoldalú, ideiglenes meghosszabbítását mondta ki a szerződésnek. Erre azért volt szükség, mert a szerződés nélkül Magyarország gazdaságilag jelentősen lebénult volna. Az osztrák kormány ugyanezen okból szintén hasonlóképp volt kénytelen cselekedni. Az újratárgyalás ilyetén „feladása” (elmaradása) miatt a magyar ellenzék országos demonstrációkat szervezett és a parlamentben is obstrukcióval lassította a törvényhozást, amibe végül a Bánffy-kormány 1899-ben belebukott. Az őt követő Széll-kormánynak is csak 1902. december 31-én sikerült végül nyélbe ütnie a paktumot. Mivel Széll Kálmán a tárgyalások során végig erélytelenül lépett fel (valamiféle osztrák kompenzációban bízva, ami végül elmaradt), az aláírást követően 1903 elején az országgyűlési ellenzék újra obstrukcióba fogott. Ennek eredményeként a parlament nem tudta elfogadni a soros költségvetési törvényt az előírt határidőn belül, ami automatikusan a Széll kabinet bukását jelentette. Mivel ez a következő, (első) Khuen-Héderváry-kormánynak sem sikerült (alig négy hónap után belebukott), megnyílt az út Tisza István előtt, aki 1903. november 3-án alakíthatta meg első kormányát.

## Az ellenzéki obstrukció letörése

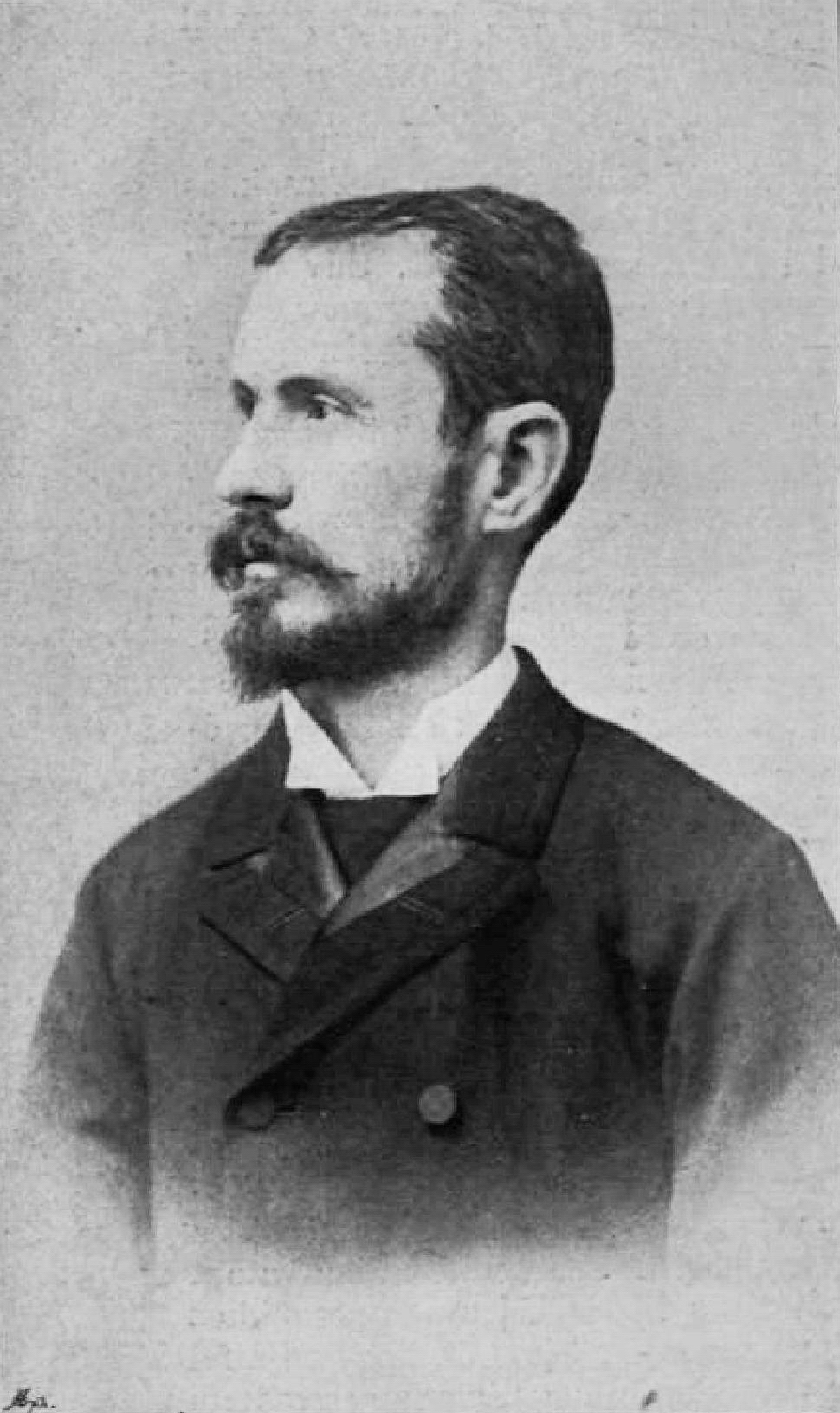
Perczel Dezső házelnök, korábban belügyminiszter

Tisza erőszakos rendteremtésbe kezdett. Stílusa, agresszivitása és gyakori házszabály-sértő intézkedései 1904-re addig soha nem látott mértékben polarizálták a közvéleményt. Ennek talán egyik legnyilvánvalóbb jele, hogy az addig egymással is vitában álló ellenzéki pártok a nacionalista Negyvennyolcas Függetlenségi Párttól a Katolikus Néppárton át az Áchim L. András-féle agrárszocialistákig és a Vázsonyi Vilmos-féle városi liberálisokig és vissza tárgyalásokba kezdtek egy esetleges közös választási szövetség felállításáról.
A miniszterelnök az ellenzéki tüntetéseket is gyakorta szétverette; 1904 április végén került sor a legsúlyosabb ilyen incidensre, ekkor Tisza szűkebb hazájában, Bihar vármegyében veretett szét egy, a helyi parasztoknak a szocialisták által szervezett nagygyűlést, ami 33 halálos áldozatot követelt.
Tisza 1904 őszén nyílt levelet intézett ugrai választóihoz, amelyben a házszabályok módosításának szükségességét hangoztatta az ellenzéki obstrukció letöréséhez. Tartalma az ellenzék körein kívül is komoly felháborodást szült. A közben megkötött olasz vámszerződés letárgyalása után be is nyújtotta indítványát, hogy a Ház a házszabályok módosítására huszonegy tagú bizottságot állítson fel. Az ellenzék már ezen indítvány ellen megindította az obstrukciót.
Daniel Gábor a Szabadelvű Párt nevében a levél alapján határozati javaslatot terjesztett elő november 15-én, amely az ideiglenes házszabályokat foglalta magában, s ami jelentősen szűkítette volna az ellenzéki képviselők mozgásterét a törvényhozásban. Ez alapján többek között az egyes törvények elfogadását már nem lehetett időhúzó felszólalásokkal lassítani, illetve az obstruáló képviselőket indokolt esetben akár karhatalmi erővel is ki lehetett vezettetni a teremből. Ennek a javaslatnak és a Tisza által összerakott és benyújtott évenkénti kötelező újoncmegajánlás és a költségvetés záros határidejű elfogadásának megtárgyalására Tisza párhuzamos ülés megtartását indítványozta (vagyis hogy egyszerre tárgyalják ezt a három javaslatot).
1904. november 18-án került sor erre az ülésre, amelyen Tisza rövid kortesbeszéde után Perczel Dezső házelnök – a házszabály megsértésével – csendben azonnali szavazást rendelt el Daniel javaslatáról, majd meglengetett egy zsebkendőt. A jelenetet nem értve a képviselők többsége kíváncsiságból felállt a helyéről (ekkoriban a felállás jelentette az igen, az ülve maradás a nem szavazatot), mire Perczel a Daniel-féle határozati javaslatot elfogadottnak jelentette ki, majd a kialakult tumultuózus jelenetek közepette királyi kéziratot olvastatott fel, amely az ülésszakot berekesztette és december 13-ig elnapolta.
December 13-án aztán az újra összeült parlamentben az ellenzék lehetetlenné tette az ülés megtartását és heves ordibálás és vitatkozás közepette gyakorlatilag szétrombolta a terem berendezését; annak darabjaival még a kiérkező karhatalmi erőkre is rátámadtak.

## Következményei
A zsebkendőszavazás másnapján, november 19-én megalakult az ellenzéki választási szövetség, amely a teljes parlamenti ellenzéket (és az azon kívüliek egy részét is) Szövetkezett Ellenzék (avagy szövetkezett balpárt) néven teljes egészében egyetlen, egységes választási koalícióba tömörítette.
Szintén a szavazást követő napokban számos prominens politikus hagyta el a Szabadelvű Pártot (például Széll Kálmán, Wlassics Gyula, Teleki Pál, ifj. Andrássy Gyula, Bánffy Miklós stb.). Egy részük ifj. Andrássy Gyula vezetésével előbb „disszidensek” néven léptek fel (az 1905-ös választásokon is e néven indultak) s csatlakoztak a szövetkezett ellenzékhez is, majd a választások után megalakították az Országos Alkotmánypártot.
A parlamentben ellehetetlenült állapotok és a közvélemény példátlan polarizálódása miatt 1905. január 3-án a király feloszlatta az országgyűlést, és új választásokat írt ki a hónap végére-február elejére. A választási küzdelem az addig harminc éven át mindig abszolút parlamenti többséggel kormányzó, a magyar politikát uraló Szabadelvű Párt kisebbségbe jutásával (azaz vereségével) végződött a Szövetkezett Ellenzékkel szemben.
Az 1905-ös választások eredménye még az eddigieknél is jóval súlyosabb belpolitikai válságot okozott. A szövetkezett ellenzék kiegyezés-ellenes volt (ún. „48-as”), azaz a 48-as értékek mentén a Monarchia (teljes vagy részleges) felszámolását, Magyarország teljes (egy része perszonáluniótól is mentes) elszakadását követelte, illetve az 1848–49-es forradalom és szabadságharc egyéb, akkoriban teljesült, de leverése után visszavont vívmányait és meg nem valósult célkitűzéseit kívánta újra törvénybe iktatni illetve megvalósítani.
Pártjához hasonlóan Tisza maga is kisebbségben maradt Miskolcon Bizony Ákossal szemben, ellenben Budapesten ifj. Andrássy Gyula gróf ellenében megválasztották képviselőnek. A végeredmény ismeretében nyomban a választások után beadta lemondását, de mint lemondott miniszterelnök még hónapokig volt kénytelen ügyvezető kormánya élén dolgozni, a parlamenti többséggel szemben teljesen passzív magatartásra szorítkozván. Végül fél évvel később, 1905. június 18-án a király felettébb elismerő szavak kíséretében mentette fel miniszterelnöki állásából és a választási eredményt továbbra is figyelmen kívül hagyva helyébe a győztes koalíció jelöltje helyett a császárhű darabont kapitányt, volt hadügyminisztert és máig a legtöbb kitüntetést kapott katonát, Fejérváry Gézát nevezte ki miniszterelnöknek. Ez a lépés mérgesítette el a legsúlyosabban az ekkor már javában tartó belpolitikai válságot.